# 彈性製造系統

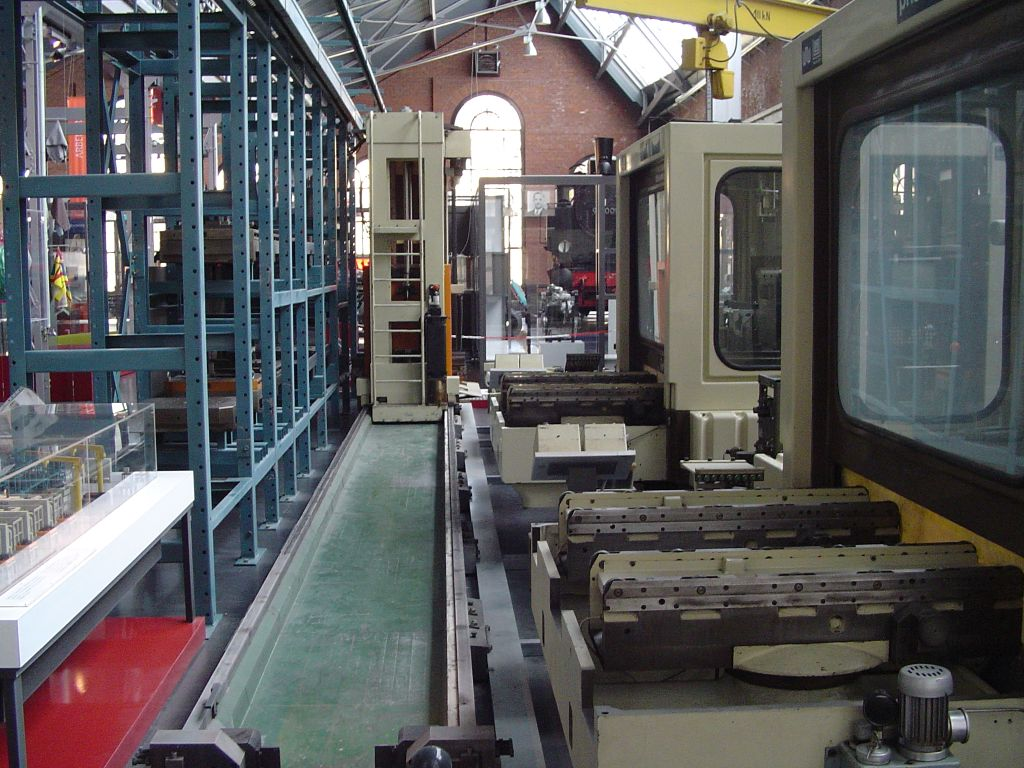
典型的FMS系統

彈性製造系統（英語：Flexible Manufacturing System，簡寫為FMS）是因工業上可預期或不可預期之變更而允許彈性且可自動化生產的工程製造系統，其中以機械加工或製造產業為主，應用生產範圍十分廣泛，包括製程、組立、機台和一些自動化的工作，這些系統可以達到不同程度的彈性，完全與該系統的組成元件有關。該系統常應用於需大量生產且變化性高的製造零件與產品組合工廠。彈性製造系統主要的特色在於生產過程中若更換產品型態時，並不需要頻繁更換生產機械，只要利用電腦化的工業控制系統修正即可達成，以因應市場製品的快速變化要求，並可達到多樣化且量少的生產製品的客戶需求。協助工廠在生產過程中有可彈性調整的餘裕，而不必受傳統工法限制。

## 概述

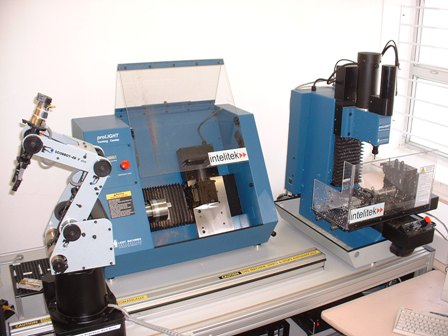
正在進行FMS調機與教導的機器手，工作平台為CNC 銑床和CNC車床

彈性製造系統簡而言之是就是利用電腦來安排機械來達到自動加工生產線的製造系統。可以由使用者或研發者自定義一套生產系統，主要是利用電腦控制的工具機，輔以生產裝配裝置、機器手，品質檢驗機器、自動光學檢查等設備並搭配電腦整合製造（CIM）的物料搬運及倉儲系統。
該彈性化通常被分為兩類，細分如下：
- 第一類是“機器彈性”涵蓋了系統製造新產品的應變能力及因零組件工序改變之應變能力；
- 第二類是“用途彈性”使用不同種機器設備得以執行相同工序之同一零組件，如同製造系統吸收大規模改變如生產批量、產能、生產力。

大部份彈性製造系統還有主要三個系統，結合各種分散式資料處理、自動化物流以及整合物料處理的工業製造系統。通常是用數個自動化數控工具機（CNC）作為工作機器，並以輸送帶與機械手等物料輸送系統來連接，以使零組件流程最佳化和中控電腦來控管物料運輸及機械流程。

## 發展歷程
早期工廠因人力成本低廉，多屬勞力密集產業，工廠機械設備以手動操作與傳統專用機為主。從1960年代後半開始，工業的生產工廠需要低生產成本及縮短完成交期，如此才可達到多樣化的變化，並滿足顧客對於產品要求於多樣化的趨勢。因此為了應付此種要求，需要一種適合众多種類且少量生產的生產系統。

## 定義與形式
FMS的理想是製造系統能夠擁有人類富有無止境的彈性，又兼有自動化設備大量生產的特性，兩者兼具為佳，但實際應用上卻難以兼顧。以加工的工件為例子，對工件的種類堅持彈性，則生產方面便難以提升，而單一化進行加工則較容易大幅提高產量，但產品種類的彈性就會受限。
FMS的定義其實並無明確嚴格的區分，但是FMS主要是用於工業製造的系統，因此必須持有最低限度的機能，即使FMS的規模有大小之分，但都必須具備物料控制、生產管理、品質管理、監控管理、工具管理、自動化運轉六大機能。FMS的形式同樣也無固定區分，原因是在各企業之間千變萬化的生產系統，因此FMS也在彈性化下以配合最適合該企業的形式為最佳原則。雖然以無人化自動工廠為目標，但仍需要人類一定的局部介入與配合才能運作。
彈性製造彈性可處理微小零件或大型組件之能力，允許各種變化性不同零組件組合及製造後續之工程，也可任意改變生產量以及變化特定範圍的產品製造設計。
工業彈性製造系統由自動控制裝置，電控機械設備，數控機械設備，檢驗儀器設備，電腦，感應器及其他坐落在該系統中之檢驗設備。製造業生產部門的自動控制裝置其用途在可予多廣泛類產品之高度生產力。每機器人單元﹙Robotic cell﹚和工作站結點﹙node﹚將伴隨置於物料運輸系統中如輸送帶或無人搬運車（Automatic Guided Vehicle，簡稱AGV）。每生產之零組件需要不同製造和工作站結點。所有零件從某工作站結點到另一結點的動作是透過物料運輸系統去完成。在零件加工後已完成品將進入自動檢驗工作站結點及後續從彈性製造系統卸料動作。

## 特性

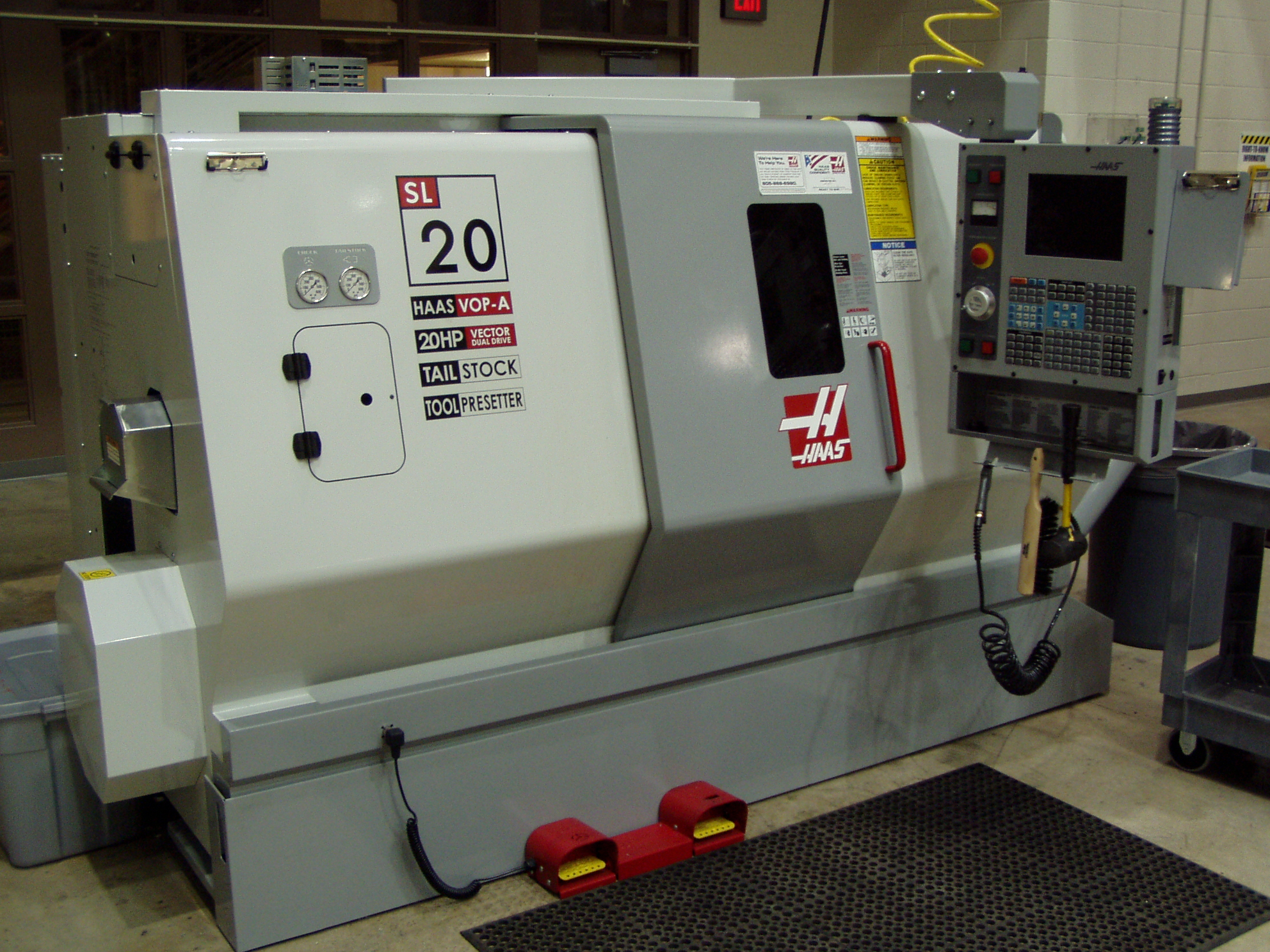
CNC 工具機

「彈性製造系統傳送資料」包含大部份來自工作站結點、設備及儀表器具的短期訊息及大筆系統所需的檔案資料。該訊息規模涵蓋少數位元組到數百位元組。執行軟體和其他資料如造冊在大規模檔案中，當加工階段之資料，執行儀器溝通之資料，監測狀態之資料及從各小工作站回報之資料等。回報時間也有些差異，大筆程式檔案從主要電腦下載到每儀器或從彈性製造系統開始之工作站結點﹙node﹚通常約要花60秒。儀表資訊需在決定性時間延遲﹙deterministic time delay﹚的某期間內送出，其他資訊類型運於短時間警急回報和傳輸與接收大部份瞬間訊息。
彈性製造系統的可靠性協定（reliable FMS protocol）來支援所有FMS特性是現今急迫的。現存美國電氣電子工程師協會（IEEE）所制定協定並不能滿足現今環境之實際溝通需求。載波感測多重存取碰撞偵測（即CSMA/CD，為Carrier Sense Multiple Access with Collision Detect的簡寫）協定延遲是指當一些工作站結點不受因訊息碰撞增加而產生限制。標記（Token Bus）有決定性訊息延遲但不能優先支援FMS溝通之通道結構（access scheme）。符記環狀（Token-Ring）提供通過優先次序和低訊息延遲；然而該傳送資料並不可信。單一結點（工作站node）失誤通常發生在通過該工作站結點之傳送錯誤。另外，符記環狀的拓撲（一種實體網路架構的型態）也是需要高等佈線安裝網路及成本。
FMS通訊協定設計支援即時溝通時間和延遲／故障回報訊息和即時回應任何緊急訊號之需求。因為工業生產過程中常見過熱、塵埃和電磁干擾（EMS）產生之機械失誤和故障，因此需要一優先機制和即時緊急警報訊息並且運作適當傳輸回覆程序。標記（Token Bus）修改實行於一個優先通路機制，允許短且低延遲傳輸訊息以及較長訊息。

## 優缺點
彈性製造系統主要優點是管理製造資源（如投入研發新產品之製造時間與管理）之高彈性，彈性製造系統之最佳應用是如同大量生產的小批量生產，其優點是較快速，較低單位生產成本，較好人力生產力及機器效益，品質改善，增加系統可靠度，減少零組件庫存及電腦輔助設計與製造 （CAD/CAM） 運作之適應力。但缺點是導入階段需要投注一定時間、技術與成本來建構系統，尤其是大型FA工廠，因系統運作後最大效果製品的製作時間為以往的1/3，操作人員亦減少1/5，但為了如此大規模自動化生產設備，除了建構成本之外，還需要投入更多搭配的副系統和累積固有的技術，絕對不是一朝一夕可達成。
以機加工為例，零點定位器搭配機械手使工廠能完全掌控機械的產能、工時，但想達到彈性的同時，還需要考慮刀具數量，刀數越多便成能有更多製程的組合，以利面對需求能隨時調整搭配。